# Milan Samardzic
Milan Samardzic (25 mei 1999) is een Belgisch basketballer.

## Carrière
Samardzic speelde in de jeugd van BCU Ganshoren en Belfius Mons-Hainaut. In 2016 ging hij spelen voor Basic-Fit Brussels, hij kwam voornamelijk uit voor hun opleidingsploeg maar speelde in het seizoen 2016/17 ook twee wedstrijden mee op het hoogste niveau. In 2018 stapte hij over naar Spirou Charleroi waar hij ook voor de tweede ploeg speelde ditmaal in de tweede klasse. In het seizoen 2018/19 speelde hij vijf wedstrijden voor de eerste ploeg. 
De volgende twee seizoen kreeg hij sporadisch speelkansen bij de eerste ploeg en speelde in totaal dertien wedstrijden voor de eerste ploeg. Ook door blessures miste hij veel speelkansen. In het seizoen 2021/22 speelde hij 22 wedstrijden voor Charleroi met een gemiddelde van 7,6 punten op 17,5 minuten per wedstrijd. Hij miste de start van het seizoen 2024/25 door een blessure aan de knie. Aan het einde van het seizoen 2024/25 verliet hij de ploeg na zeven seizoenen.

### Nationale ploeg
In 2022 werd hij voor het eerst geselecteerd voor de nationale ploeg voor enkele kwalificatiewedstrijden voor het wereldkampioenschap.

## Privéleven
Zijn tweelingbroer Vukan Samardzic is ook een basketballer.